# Warrnambool
Warrnambool é uma cidade na costa sudoeste de Vitória, na Austrália. Em junho de 2016, Warrnambool tinha uma população urbana estimada em 35.214. Situada na Princes Highway, Warrnambool marca o extremo oeste da Great Ocean Road e o extremo sul da Hopkins Highway.